# Innus d'Ekuanitshit
Les Innus d'Ekuanitshit sont une bande innue du Québec au Canada. Ils habitent principalement sur la réserve indienne de Mingan sur la Côte-Nord du fleuve Saint-Laurent. En 2016, la bande a une population inscrite de 632 membres.

## Démographie
Les membres de la bande d'Ekuanitshit sont des Innus. En octobre 2016, la Première Nation avait une population inscrite totale de 632 membres dont 28 vivaient hors réserve. Selon le recensement de 2011 de Statistiques Canada, l'âge médian est de 24,7 ans.

## Géographie
Les Innus d'Ekuanitshit possèdent une seule réserve, Mingan, également appelée Ekuanitshit, sur laquelle la bande a son siège et où vivent la majorité des membres. Celle-ci est située sur la route 138 à 28 km à l'ouest de Havre-Saint-Pierre sur la Côte-Nord au Québec à l'embouchure de la rivière Mingan dans le fleuve Saint-Laurent et a une superficie de 1 919 hectares,. La ville importante située la plus près est Sept-Îles.

## Gouvernement

Logo des Innus d'Ekuanitshit

Les Innus d'Ekuanitshit sont gouvernés par un conseil de bande élu selon un système électoral selon la coutume basé sur la section 11 de la Loi sur les indiens. Pour le mandat de 2015 à 2018, celui-ci est composé du chef Jean-Charles Piétacho et de quatre conseillers,
Jean-Charles a été réélu pour un mandat de trois ans de 2018 à 2021.  Il est chef depuis 1991.  À l’élection de 2018, Rita Mestokosho a été réélu et dont trois nouveaux conseillers Josiane Napish vice chef, Léo Basile, et Mario Piétacho.

## Langues
La langue parlée par les Innus est l'innu-aimun, une langue du continuum linguistique cri-montagnais-naskapi de la famille des langues algonquiennes. Selon le recensement de 2011 de Statistiques Canada, 97,8 % des Innus d'Ekuanitshit ont une langue autochtone encore comprise en tant que langue maternelle et 98,9 % connaissent une langue autochtone et l'utilisent à la maison. En ce qui a trait aux langues officielles, 4,4 % connaissent les deux, 84,4 % connaissent seulement le français et 2,2 % connaissent seulement l'anglais.